# Stanley-Cup-Playoffs 1964
Die Playoffs um den Stanley Cup des Jahres 1964 begannen am 26. März 1964 und endeten am 25. April 1964 mit dem 4:3-Sieg der Toronto Maple Leafs über die Detroit Red Wings. Die Maple Leafs errangen ihren dritten Titel in Folge sowie den insgesamt zwölften der Franchise-Geschichte. Damit zogen sie mit den Canadiens de Montréal als Rekordsieger der Trophäe gleich, die jedoch direkt die beiden folgenden Playoffs siegreich gestalteten und den Titel des Rekordsiegers in der Folge bis heute verteidigen. Zudem markierte das Endspiel 1964 die Wiederauflage des Vorjahres, in denen die Red Wings den Maple Leafs mit 1:4 unterlegen waren, während auch die Begegnungen des Halbfinals denen von 1963 glichen.
Darüber hinaus gingen zum ersten Mal seit der Einführung des Best-of-Seven-Formats im Jahre 1939 alle Playoff-Serien über die volle Distanz von sieben Spielen.

## Modus
Für die Playoffs qualifizierten sich die vier besten Teams der Liga. Im Halbfinale standen sich der Erste und der Dritte sowie der Zweite und der Vierte der Abschlusstabelle gegenüber. Die jeweiligen Sieger bestritten anschließend das Stanley-Cup-Finale.
Alle Serien wurden dabei im Best-of-Seven-Modus ausgetragen, das heißt, dass ein Team vier Siege zum Weiterkommen benötigte. Das höher gesetzte Team hatte dabei in den ersten beiden Spielen Heimrecht, die nächsten beiden das gegnerische Team. Sollte bis dahin kein Sieger aus der Runde hervorgegangen sein, wechselte das Heimrecht von Spiel zu Spiel. So hatte die höher gesetzte Mannschaft in den Spielen 1, 2, 5 und 7, also vier der maximal sieben Spiele, einen Heimvorteil.
Bei Spielen, die nach der regulären Spielzeit von 60 Minuten unentschieden blieben, folgte die Overtime. Sie endete durch das erste erzielte Tor (Sudden Death).

## Qualifizierte Teams
- (1) Canadiens de Montréal
- (2) Chicago Black Hawks
- (3) Toronto Maple Leafs
- (4) Detroit Red Wings

## Playoff-Baum
|  | Halbfinale | Halbfinale            | Halbfinale |  |  | Stanley-Cup-Finale | Stanley-Cup-Finale  | Stanley-Cup-Finale |
|  |            |                       |            |  |  |                    |                     |                    |
|  |            |                       |            |  |  |                    |                     |                    |
|  | 1          | Canadiens de Montréal | 3          |  |  |                    |                     |                    |
|  | 3          | Toronto Maple Leafs   | 4          |  |  |                    |                     |                    |
|  |            |                       |            |  |  | 3                  | Toronto Maple Leafs | 4                  |
|  |            |                       |            |  |  | 4                  | Detroit Red Wings   | 3                  |
|  | 2          | Chicago Black Hawks   | 3          |  |  |                    |                     |                    |
|  | 4          | Detroit Red Wings     | 4          |  |  |                    |                     |                    |
|  |            |                       |            |  |  |                    |                     |                    |

## Halbfinale

### (1) Canadiens de Montréal – (3) Toronto Maple Leafs
| 26. März 1964 | Canadiens de Montréal Bernie Geoffrion (6:53) Ralph Backstrom (29:32) | 2:0 (1:0, 1:0, 0:0) Spielbericht Stand: 1:0 | Toronto Maple Leafs | Forum de Montréal, Montréal, Québec |

| 28. März 1964 | Canadiens de Montréal Jean Béliveau (35:29) | 1:2 (0:2, 1:0, 0:0) Spielbericht Stand: 1:1 | Toronto Maple Leafs Red Kelly (8:50) Frank Mahovlich (12:03) | Forum de Montréal, Montréal, Québec |

| 31. März 1964 | Toronto Maple Leafs Bob Pulford (3:40) Bob Pulford (36:55) | 2:3 (1:1, 1:0, 0:2) Spielbericht Stand: 1:2 | Canadiens de Montréal Claude Provost (4:21) J. C. Tremblay (57:25) Henri Richard (59:35) | Maple Leaf Gardens, Toronto, Ontario |

| 2. April 1964 | Toronto Maple Leafs Andy Bathgate (2:59) Chief Armstrong (16:34) Red Kelly (28:43) Frank Mahovlich (30:08) Frank Mahovlich (39:40) | 5:3 (2:1, 3:1, 0:1) Spielbericht Stand: 2:2 | Canadiens de Montréal J. C. Tremblay (10:43) Jean Béliveau (39:15) Jacques Laperrière (40:26) | Maple Leaf Gardens, Toronto, Ontario |

| 4. April 1964 | Canadiens de Montréal Dave Balon (23:25) Claude Larose (32:03) Bobby Rousseau (39:35) Claude Provost (59:30) | 4:2 (0:0, 3:1, 1:0) Spielbericht Stand: 3:2 | Toronto Maple Leafs Don McKenney (5:37) Don McKenney (37:20) | Forum de Montréal, Montréal, Québec |

| 7. April 1964 | Toronto Maple Leafs Don McKenney (28:59) Bobby Baun (34:07) Andy Bathgate (46:10) | 3:0 (0:0, 2:0, 1:0) Spielbericht Stand: 3:3 | Canadiens de Montréal | Maple Leaf Gardens, Toronto, Ontario |

| 9. April 1964 | Canadiens de Montréal Ralph Backstrom (47:27) | 1:3 (0:2, 0:0, 1:1) Spielbericht Stand: 3:4 | Toronto Maple Leafs Dave Keon (8:22) Dave Keon (11:15) Dave Keon (59:49) | Forum de Montréal, Montréal, Québec |

### (2) Chicago Black Hawks – (4) Detroit Red Wings
| 26. März 1964 | Chicago Black Hawks Ab McDonald (13:06) Pierre Pilote (46:42) Murray Balfour (48:27) Stan Mikita (56:23) | 4:1 (1:1, 0:0, 3:0) Spielbericht Stand: 1:0 | Detroit Red Wings André Pronovost (12:16) | Chicago Stadium, Chicago, Illinois |

| 29. März 1964 | Chicago Black Hawks Bill Hay (36:59) Bill Hay (37:06) Eric Nesterenko (44:01) Eric Nesterenko (44:44) | 4:5 (0:2, 2:2, 2:1) Spielbericht Stand: 1:1 | Detroit Red Wings Norm Ullman (9:45) Norm Ullman (16:16) André Pronovost (23:53) Gordie Howe (39:57) Norm Ullman (42:59) | Chicago Stadium, Chicago, Illinois |

| 31. März 1964 | Detroit Red Wings Bruce MacGregor (5:10) Paul Henderson (44:51) Alex Delvecchio (57:43) | 3:0 (1:0, 0:0, 2:0) Spielbericht Stand: 2:1 | Chicago Black Hawks | Detroit Olympia, Detroit, Michigan |

| 2. April 1964 | Detroit Red Wings Parker MacDonald (7:15) Gordie Howe (21:19) | 2:3 n. V. (1:1, 1:0, 0:1, 0:1) Spielbericht Stand: 2:2 | Chicago Black Hawks Ab McDonald (8:04) Pierre Pilote (45:01) Murray Balfour (68:21) | Detroit Olympia, Detroit, Michigan |

| 5. April 1964 | Chicago Black Hawks Bobby Hull (2:52) Kenny Wharram (45:25) Stan Mikita (56:08) | 3:2 (1:0, 0:1, 2:1) Spielbericht Stand: 3:2 | Detroit Red Wings Gordie Howe (25:48) André Pronovost (45:12) | Chicago Stadium, Chicago, Illinois |

| 7. April 1964 | Detroit Red Wings Norm Ullman (5:57) Gordie Howe (21:40) Parker MacDonald (27:00) André Pronovost (33:06) Norm Ullman (36:28) Norm Ullman (43:53) Bruce MacGregor (52:00) | 7:2 (1:1, 4:1, 2:0) Spielbericht Stand: 3:3 | Chicago Black Hawks Kenny Wharram (16:31) Stan Mikita (35:45) | Detroit Olympia, Detroit, Michigan |

| 9. April 1964 | Chicago Black Hawks Bill Hay (31:09) Bobby Hull (34:42) | 2:4 (0:2, 2:1, 0:1) Spielbericht Stand: 3:4 | Detroit Red Wings Floyd Smith (1:55) Gordie Howe (5:06) Alex Delvecchio (31:32) Parker MacDonald (48:02) | Chicago Stadium, Chicago, Illinois |

## Stanley-Cup-Finale

### (3) Toronto Maple Leafs – (4) Detroit Red Wings
| 11. April 1964 | Toronto Maple Leafs Chief Armstrong (4:44) Chief Armstrong (44:02) Bob Pulford (59:58) | 3:2 (1:2, 0:0, 2:0) Spielbericht Stand: 1:0 | Detroit Red Wings Bruce MacGregor (4:31) Gordie Howe (10:25) | Maple Leaf Gardens, Toronto, Ontario |

| 14. April 1964 | Toronto Maple Leafs Allan Stanley (4:41) Red Kelly (51:57) Gerry Ehman (59:17) | 3:4 n. V. (1:1, 0:2, 2:0, 0:1) Spielbericht Stand: 1:1 | Detroit Red Wings Norm Ullman (12:43) Eddie Joyal (23:19) Floyd Smith (36:15) Larry Jeffrey (67:52) | Maple Leaf Gardens, Toronto, Ontario |

| 16. April 1964 | Detroit Red Wings Floyd Smith (2:40) Bruce MacGregor (3:38) Floyd Smith (14:47) Alex Delvecchio (59:43) | 4:3 (3:0, 0:1, 1:2) Spielbericht Stand: 2:1 | Toronto Maple Leafs Andy Bathgate (24:16) Dave Keon (47:34) Don McKenney (58:47) | Detroit Olympia, Detroit, Michigan |

| 18. April 1964 | Detroit Red Wings Bruce MacGregor (25:57) Gordie Howe (33:05) | 2:4 (0:1, 2:1, 0:2) Spielbericht Stand: 2:2 | Toronto Maple Leafs Dave Keon (5:45) Dave Keon (36:09) Andy Bathgate (50:55) Frank Mahovlich (58:09) | Detroit Olympia, Detroit, Michigan |

| 21. April 1964 | Toronto Maple Leafs Chief Armstrong (54:57) | 1:2 (0:1, 0:0, 1:1) Spielbericht Stand: 2:3 | Detroit Red Wings Gordie Howe (10:52) Eddie Joyal (47:50) | Maple Leaf Gardens, Toronto, Ontario |

| 23. April 1964 | Detroit Red Wings Paul Henderson (24:20) Pit Martin (30:56) Gordie Howe (35:56) | 3:4 n. V. (0:1, 3:2, 0:0, 0:1) Spielbericht Stand: 3:3 | Toronto Maple Leafs Bob Pulford (17:01) Bob Pulford (34:36) Billy Harris (37:48) Bobby Baun (61:43) | Detroit Olympia, Detroit, Michigan |

| 25. April 1964 | Toronto Maple Leafs Andy Bathgate (3:04) Dave Keon (44:26) Red Kelly (45:53) Chief Armstrong (55:26) | 4:0 (1:0, 0:0, 3:0) Spielbericht Stand: 4:3 | Detroit Red Wings | Maple Leaf Gardens, Toronto, Ontario |

### Stanley-Cup-Sieger
| Stanley-Cup-Sieger Toronto Maple Leafs | Torhüter: Johnny Bower, Don Simmons Verteidiger: Al Arbour, Bobby Baun, Carl Brewer, Larry Hillman, Tim Horton, Allan Stanley Angreifer: Chief Armstrong (C), Andy Bathgate, Gerry Ehman, Billy Harris, Red Kelly, Dave Keon, Ed Litzenberger, Frank Mahovlich, Don McKenney, Jim Pappin, Bob Pulford, Eddie Shack, Ron Stewart Cheftrainer & General Manager: Punch Imlach |

Kent Douglas wurde nicht auf dem Stanley Cup verewigt, obwohl er mehr als die Hälfte der Spiele der regulären Saison absolvierte und somit nach heutigen Maßstäben automatisch qualifiziert gewesen wäre.

## Beste Scorer
Abkürzungen: GP = Spiele, G = Tore, A = Assists, Pts = Punkte, +/− = Plus/Minus, PIM = Strafminuten; Fett: Bestwert
| Spieler         | Team    | GP | G | A  | Pts | +/− | PIM |
| --------------- | ------- | -- | - | -- | --- | --- | --- |
| Gordie Howe     | Detroit | 14 | 9 | 10 | 19  | −2  | 16  |
| Norm Ullman     | Detroit | 14 | 7 | 10 | 17  | +1  | 6   |
| Frank Mahovlich | Toronto | 14 | 4 | 11 | 15  | ±0  | 20  |
| Chief Armstrong | Toronto | 14 | 5 | 8  | 13  | +7  | 10  |
| Red Kelly       | Toronto | 14 | 4 | 9  | 13  | −2  | 4   |
| Don McKenney    | Toronto | 12 | 4 | 8  | 12  | +2  | 0   |
| Alex Delvecchio | Detroit | 14 | 3 | 8  | 11  | −5  | 0   |
| Dave Keon       | Toronto | 14 | 7 | 2  | 9   | +5  | 2   |
| Andy Bathgate   | Toronto | 14 | 5 | 4  | 9   | −4  | 25  |
| Stan Mikita     | Chicago | 7  | 3 | 6  | 9   | −1  | 8   |

## Beste Torhüter
Die kombinierte Tabelle zeigt die jeweils drei besten Torhüter in den Kategorien Gegentorschnitt und Fangquote sowie die jeweils Führenden in den Kategorien Shutouts und Siege.
Abkürzungen: GP = Spiele, Min = Eiszeit (in Minuten), W = Siege, L = Niederlagen, GA = Gegentore, SO = Shutouts, Sv% = gehaltene Schüsse (in %), GAA = Gegentorschnitt; Fett: Bestwert; Sortiert nach Gegentorschnitt.
Erfasst werden nur Torhüter mit 120 absolvierten Spielminuten.
| Spieler       | Team     | GP | Min    | W | L | GA | SO | Sv%  | GAA  |
| ------------- | -------- | -- | ------ | - | - | -- | -- | ---- | ---- |
| Johnny Bower  | Toronto  | 14 | 849:35 | 8 | 6 | 30 | 2  | 93,5 | 2,12 |
| Charlie Hodge | Montréal | 7  | 420:00 | 3 | 4 | 16 | 1  | 92,6 | 2,29 |
| Roger Crozier | Detroit  | 3  | 126:26 | 0 | 2 | 5  | 0  | 91,4 | 2,37 |